# Ли, Джим (художник)
Джим Ли (англ. Jim Lee, кор. 이용철; род. 11.08.1964) — американо-корейский художник, сценарист, редактор и издатель комиксов. Он начал работать в индустрии комиксов художником в 1987 году в Marvel Comics, рисуя такие серии, как Alpha Flight и Punisher War Journal. Позднее Джим получил назначение на популярнейшую серию The Uncanny X-Men. В 1991 году от серии отделилась побочная, и её первый номер — X-Men #1, который Ли создал вместе со сценаристом Крисом Клэрмонтом, остаётся самым продаваемым комиксом всех времён, согласно книге рекордов Гиннесса.
В 1992 Ли вместе с рядом других авторов комиксов создаёт своё собственное издательство — Image Comics, чтобы выпускать созданные ими самими серии независимо от больших компаний. Ли выпускает свои серии в подразделении, названном Wildstorm Productions. Это WildC.A.T.s и Gen¹³. Джиму не особенно нравится роль издателя и, чтобы вновь заняться иллюстрацией, в 1998 году он продаёт WildStorm компании DC Comics. Ли остаётся во главе подразделения до 2010 года, когда DC закрывает импринт. Параллельно с этим Джим рисует многие ставшие впоследствии успешными серии для основной вселенной DC, например, сюжеты «Batman: Hush» и «Superman: For Tomorrow». 18 февраля 2010 года Джима Ли назначают новым соиздателем DC Comics вместе с Дэном ДиДио.
Ли получал Harvey Award, Inkpot Award и трижды Wizard Fan Award за свои работы.

## Награды
- 1990 Harvey Award как Лучший Новый Художник[2]
- 1992 Inkpot Award[3]
- 1996 Wizard Fan Award как Лучший Художник[4]
- 2002 Wizard Fan Award как Лучший Художник (за Batman)[5]
- 2003 Wizard Fan Award как Лучший Художник[6]